# Técnica vocal
La técnica vocal es el conjunto de conocimientos, ejercicios y procedimientos destinados a optimizar la producción de la voz humana con fines musicales, escénicos, educativos o terapéuticos. Se basa en fundamentos anatómicos, fisiológicos y acústicos, y se desarrolla dentro de la pedagogía vocal, disciplina que estudia el arte y la ciencia de enseñar a cantar.

## Principios fundamentales
Los pilares de una técnica vocal saludable suelen incluir:
- Respiración diafragmática: Control del flujo de aire mediante el uso del diafragma, permitiendo una emisión vocal sostenida y estable.
- Fonación: Producción del sonido a través de la vibración controlada de las cuerdas vocales.
- Resonancia: Amplificación natural del sonido vocal en cavidades como la boca, nariz y faringe.
- Articulación: Movimiento coordinado de labios, lengua y mandíbula para formar sonidos y palabras.

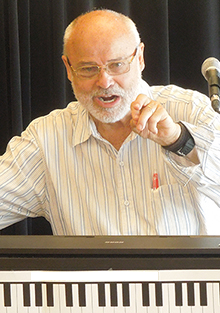
Seth Riggs en un taller de técnica vocal en Suecia, 2013.

## Enfoques y métodos
A lo largo de la historia, se han desarrollado diversos métodos de técnica vocal, entre ellos:
- Bel canto: Escuela italiana clásica centrada en la belleza tonal, legato y agilidad vocal.[1]
- Speech Level Singing (SLS): Método contemporáneo creado por Seth Riggs, enfocado en una transición fluida entre registros.[2]
- Estill Voice Training: Sistema que promueve el control consciente de las estructuras anatómicas del aparato fonador.[3]
- Técnica Alexander: Enfoque corporal que busca eliminar tensiones que afectan la proyección vocal.[4]

## Aplicaciones
La técnica vocal se aplica tanto al canto lírico como al popular, y también en el ámbito de la oratoria, el teatro, la locución y la rehabilitación de la voz. Está presente en conservatorios, escuelas de arte, estudios privados y programas terapéuticos.
El estudio formal de la técnica vocal puede mejorar la salud y resistencia vocal, aumentar la extensión y calidad de la voz, y desarrollar confianza y expresividad escénica.